# Leuilly-sous-Coucy
Leuilly-sous-Coucy é uma comuna francesa na região administrativa de Altos da França, no departamento de Aisne. Estende-se por uma área de 12,69 km². Em 2010 a comuna tinha 429 habitantes (densidade: 33,8 hab./km²).